# Geraldo Sampaio
Geraldo Costa Sampaio (Palmeira dos Índios, 25 de janeiro de 1928 — Maceió, 11 de abril de 2010) foi um político e empresário brasileiro.
Filho do ex-vice-governador de Alagoas Juca Sampaio, Geraldo nasceu em Palmeira dos Índios, cidade onde sua família tem longa tradição política. Fundador do Partido Democrático Trabalhista (PDT) em Alagoas, Geraldo Sampaio ocupou diversos cargos públicos, entre eles deputado estadual, deputado federal, conselheiro e presidente do Tribunal de Contas de Alagoas e vice-governador do Estado de Alagoas, durante a primeira gestão de Ronaldo Lessa, entre 1999 e 2002, quando se candidatou ao governo, sem sucesso.
Como empresário, criou o Grupo Sampaio de Rádio e Televisão, formado pelas rádios Sampaio AM e Sampaio FM, em Palmeira dos Índios, e pela TV Alagoas, emissora de televisão afiliada ao Sistema Brasileiro de Televisão, sediada em Maceió. Também criou a Incopel e o Grupo Parque das Flores.
Faleceu aos 82 anos, num domingo, às 15h30, no Hospital Memorial Arthur Ramos. Morreu por falência de múltiplos órgãos, decorrente de problemas renais e hepáticos.